# 1813 na literatura

## Nascimentos
| Data            | Nome             | Profissão | Nacionalidade | Observações | Ref |
| --------------- | ---------------- | --------- | ------------- | ----------- | --- |
| 12 de Fevereiro | Otto Ludwig      | escritor  | Alemanha      | m. 1865     |     |
| 18 de Março     | Friedrich Hebbel | poeta     | Alemanha      | m. 1863     |     |
| 5 de Agosto     | Ivar Aasen       | linguista | Noruega       | m. 1896     |     |

## Mortes
| Data          | Nome                     | Profissão        | Nacionalidade | Observações | Ref |
| ------------- | ------------------------ | ---------------- | ------------- | ----------- | --- |
| 20 de Janeiro | Christoph Martin Wieland | tradutor e poeta | Alemanha      | n. 1733     |     |